# تحقیقات دیوان کیفری بین‌المللی در فلسطین
فاتو بنسودا، دادستان دیوان کیفری بین‌المللی (ICC)، در ۲۰ دسامبر ۲۰۱۹ شروع تحقیقاتی را دربارهٔ جنایات جنگی که گفته می‌شود از ۱۳ ژوئن ۲۰۱۴ توسط اعضای ارتش اسرائیل یا حماس و سایر گروه‌های مسلح فلسطینی در فلسطین انجام شده است اعلام کرد.
این اتهامات شامل ایجاد شهرک‌های غیرقانونی اسرائیل در کرانهٔ باختری اشغالی و نقض قانون جنگ توسط اعضای ارتش اسرائیل در طول جنگ ۲۰۱۴ غزه، از جمله ادعای هدف قرار دادن تأسیسات صلیب سرخ است. اعضای سازمان‌های مسلح فلسطینی از جمله حماس به حملهٔ عمدی به غیرنظامیان اسرائیلی و استفاده از فلسطینی‌ها به‌عنوان سپر انسانی متهم شدند.
اسرائیل از اعضای دیوان کیفری بین‌المللی نیست و بر این اساس صلاحیت آن را زیر سؤال می‌برد که فلسطین کشور مستقلی نیست که بتواند عضو اساسنامهٔ رم باشد و بنیامین نتانیاهو، نخست‌وزیر اسرائیل، به کرات این اتهامات و تحقیقات را تحت عنوان «یهودستیزی» محکوم کرده است. به گفتهٔ کریم احمد خان، دادستان ارشد دیوان بین‌المللی کیفری، جنایات جنگی مشکوک به ارتکاب توسط اسرائیلی‌ها در سرزمین‌های فلسطینی و توسط فلسطینی‌ها در اراضی اسرائیلی در طول جنگ ۲۰۲۳ اسرائیل و حماس در صلاحیت تحقیقات فلسطین است.
در ۲۱ نوامبر ۲۰۲۴، دیوان کیفری بین‌المللی حکم بازداشت نتانیاهو، یوآف گالانت و محمد ضیف (به گفتهٔ اسرائیل قبلاً در حملهٔ هوایی ارتش اسرائیل کشته شده) را به اتهام جنایات جنگی و جنایت علیه بشریت صادر کرد.

## تحقیقات

### ۲۰۲۲–۲۰۲۳
دفتر دادستان دیوان کیفری بین‌المللی (ICC) در ۱۸ مارس ۲۰۲۱ اعلام کرد که به اسرائیل و تشکیلات خودگردان فلسطین اطلاعیه‌های رسمی ارسال کرده و به آن‌ها یک ماه فرصت داده است تا «با اثبات اینکه تحقیقات خود را انجام می‌دهند، درخواست تعویق کنند.» همچنین، در ۹ مارس ۲۰۲۱ نامه‌هایی به کشورهای عضو دیوان کیفری بین‌المللی ارسال شده است. در همان روز، روزنامه تایمز آو اسرائیل با استناد به گزارش کانال ۱۳ اسرائیل اعلام کرد که اسرائیل نامه‌ای از ICC دریافت کرده که به‌طور خلاصه سه حوزه اصلی تحقیقات را مشخص کرده است: جنگ غزه در سال ۲۰۱۴، سیاست شهرک‌سازی اسرائیل، و اعتراضات مرزی غزه در سال‌های ۲۰۱۸–۲۰۱۹. اسرائیل برای پاسخگویی به این اتهامات ۳۰ روز فرصت داشت. در ۸ آوریل ۲۰۲۱، اسرائیل اعلام کرد که در تحقیقات این دیوان همکاری نخواهد کرد؛ زیرا معتقد است که دیوان صلاحیت رسیدگی ندارد و دستگاه قضایی اسرائیل قادر به محاکمه سربازانی است که به ارتکاب جنایات جنگی متهم هستند.

### ۲۰۲۳–اکنون
در سال ۲۰۲۳، اداره ثبت ICC به ارائه گزارش‌های سه‌ماهه در مورد اطلاعات و درخواست‌های کمک رسانی خود به قربانیان و جوامع آسیب دیده ادامه داد، همان‌طور که از دسامبر ۲۰۱۸ الزامی بود و نوزدهمین گزارش خود را در می ۲۰۲۳ منتشر کرد. واحدهایی از ICC که در گزارش ماه مه ۲۰۲۳ در فعالیت‌ها شرکت داشتند، شامل واحدهایی مانند بخش مشارکت و جبران خسارت قربانیان و صندوق امانی برای قربانیان بودند. کار بر روی تهیه یک «ماژول اطلاعات آنلاین» از ویدئوها و اطلاعات مکتوب به زبان عربی دربارهٔ دادگاه بین‌المللی کیفری در رابطه با تحقیقات در فلسطین گزارش شد.
در ماه مه، سازمان‌های حقوق بشری فلسطینی شامل الحق، المیزان و مرکز حقوق بشری فلسطین (PCHR)، پرونده‌ای دربارهٔ جنایات ادعایی در غزه طی بحران ۲۰۲۱ اسرائیل و فلسطین به ICC ارائه کردند. همچنین، پرونده‌هایی دربارهٔ قتل شیرین ابوعاقله به شکایت ماه آوریل در خصوص چهار روزنامه‌نگار دیگر اضافه شد که در آن ادعا شده بود نیروهای امنیتی اسرائیل به‌صورت سیستماتیک روزنامه‌نگاران فلسطینی را در نقض قوانین بشردوستانه بین‌المللی هدف قرار می‌دهند.

#### درخواست حکم بازداشت
در ۲۰ مه ۲۰۲۴، خان اعلام کرد که درخواست‌هایی را برای صدور حکم بازداشت علیه رهبران حماس، یحیی سنوار، محمد دیف و اسماعیل هنیه و رهبران اسرائیل، نخست‌وزیر بنیامین نتانیاهو و وزیر دفاع یوآو گالانت ارائه خواهد کرد.
در ژانویه ۲۰۲۴، خان قبل از بیانیه ۲۰ مه خود یک هیئت هشت نفره از کارشناسان حقوقی و دانشگاهی، از جمله وکیل دادگستری بریتانیایی امل کلونی، را برای بررسی تحقیقات خود دربارهٔ فلسطین گرد آورد. خان از هیئت درخواست کرد تا بررسی کنند که آیا درخواست‌های او برای صدور حکم بازداشت با معیارهای دیوان کیفری بین‌المللی مطابق است یا نه. برای بیانیه ماه مه، او از این هیئت سؤال کرد که آیا «دلایل معقولی وجود دارد که بتوان باور داشت افرادی که در درخواست‌های حکم از آنان نام برده شده در محدوده صلاحیت دیوان مرتکب جنایت شده‌اند». این هیئت گزارشی را منتشر کرد و اظهار داشت که شواهد و تحلیل‌های حقوقی را به‌طور گسترده مورد مطالعه قرار داده است. هیئت به اتفاق آرا تصمیم خان را موجه دانست. شش کارشناس حقوقی این هیئت بیانیه‌ای را در فایننشال تایمز منتشر کردند که در آن حمایت خود را از درخواست حکم قضایی توضیح دادند و اظهار داشتند که درخواست برای این پنج حکم «گامی تاریخی برای تضمین عدالت برای قربانیان در اسرائیل و فلسطین» است.

## صدور حکم بازداشت
در ۲۱ نوامبر ۲۰۲۴، دیوان کیفری بین‌المللی احکام بازداشتی را برای بنیامین نتانیاهو، یوآو گالانت، و محمد ضیف-که ممکن است در یک حمله هوایی اسرائیل در ژوئیه ۲۰۲۴ کشته شده باشد-صادر کرد. از آنجا که هیچ منبع مستقل یا حماس مرگ او را تأیید نکرده، دیوان ذکر کرد که در جایگاهی نیست که وضعیت ضیف را تعیین کند و تصمیم گرفت نتیجتاً حکم بازداشت او را صادر کند. حکم بازداشت ضیف برای حفاظت از شاهدان و صیانت از انجام تحقیقات «سری» طبقه‌بندی شد.
۱۲۴ کشور عضو دیوان کیفری بین‌المللی-از جمله فرانسه، آلمان، و بریتانیا- اکنون موظفند در صورت ورود نتانیاهو و گالانت به قلمرویشان آنها را بازداشت کنند. از سوی دیگر نتانیاهو همچنان قادر به ورود به آمریکاست چرا که آمریکا عضو دیوان کیفری بین‌المللی نیست.
نتانیاهو و گالانت
نشست پیشا محاکمه اول اظهار داشت که دلایل کافی از «۸ اکتبر ۲۰۲۳ تا اقلاً ۲۰ مه ۲۰۲۴» یافته که نتانیاهو و گالانت به عنوان «همدست در ارتکاب اقداماتی که مشترکاً با دیگران انجام شده: جنایت جنگی گرسنگی دادن به عنوان یک شیوه جنگ؛ و جنایات علیه بشریت قتل، آزار، و دیگر کنش‌های غیربشری» و به عنوان «مافوق‌های غیرنظامی برای جنایت جنگی هدف قراردادن تعمدی یک حمله علیه جمعیت غیرنظامی» مسئولند.
ضیف
نشست پیشامحاکمه اول اظهار داشت که دلایل کافی برای این که ضیف «برای جرایم علیه بشریت قتل، نابودی، شکنجه، و تجاوز و دیگر اشکال خشونت جنسی، و نیز جنایات جنگی قتل، رفتار سبعانه، شکنجه، گروگانگیری، خشونت علیه کرامت شخصی، و تجاوز و دیگر گونه خشونت جنسی» مسئولیت مستقیم و فرماندهی دارد. این نشست دلیل کافی یافت که «جرایم علیه بشریت بخشی از حمله گسترده و سیستماتیک بوده که از سوی حماس و دیگر گروه‌های مسلح متوجه جمعیت غیرنظامی اسرائیل شده.».

## واکنش‌ها
در ۱۶ آوریل ۲۰۲۴، نخست‌وزیر اسرائیل، بنیامین نتانیاهو، و سه وزیر دولت اسرائیل یک جلسه اضطراری با مشاوران حقوقی دولتی برگزار کردند تا در مورد امکان صدور حکم بازداشت دیوان بین‌المللی کیفری علیه بنیامین نتانیاهو، نخست‌وزیر اسرائیل، سایر مقامات ارشد یا افسران نیروهای دفاعی اسرائیل گفتگو کنند. به گزارش شبکه ۱۲، در این نشست تصمیم گرفته شد که «اسرائیل با هدف جلوگیری از صدور حکم بازداشت به دادگاه و شخصیت‌های دیپلماتیک با نفوذ» مراجعه کند. تا اواخر آوریل، مقامات اسرائیلی احتمال صدور حکم برای مقامات اسرائیلی و حماس را بالاتر دانستند. تایمز آو ایزرائل نوشت مقامات اسرائیل در حال «تلاشی هماهنگ» هستند تا از صدور حکم دادگاه بین‌المللی کیفری جلوگیری کند. تایمز اعلام کرد که شورای امنیت ملی اسرائیل و وزارت امور خارجه در اقدام علیه صدور حکم دادگاه بین‌المللی کیفری دست داشته‌اند و نتانیاهو در حال آوردن «فشار بی وقفه از طریق تلفن» با دولت رئیس‌جمهور آمریکا بایدن برای جلوگیری از صدور حکم است. دیپلمات‌های کشورهای گروه ۷ از دادگاه خواستند که حکم جنایات جنگی علیه مقامات اسرائیل و حماس را اعلام نکند، زیرا این حکم می‌تواند مذاکرات آتش‌بس را «مختل» کند. دیوان کیفری بین‌المللی به‌طور غیررسمی به دیپلمات‌ها اعلام کرد که «از هیچ حرکت چشمگیری در تحقیقاتش بی‌اطلاع است». دیوان کیفری بین‌المللی از اظهار نظر خودداری کرد و گفت که به «گمان‌زنی‌های گزارش‌های رسانه‌ای» پاسخ نخواهد داد.
بیانیه‌هایی در حمایت از این تصمیم در ایالات متحده و جاهای دیگر صورت گرفت. ایلهان عمر، عضو کنگره آمریکا گفت که دیوان بین‌المللی کیفری «باید اجازه داشته باشد که کار خود را مستقل و بدون مداخله انجام دهد.» نمایندگان دولت استرالیا، فرانسه، اسپانیا، ایرلند، بلژیک، سوئیس، اتریش، اسلوونی، دانمارک، نروژ، شیلی، کانادا، آفریقای جنوبی، مالدیو، عمان و اردن از استقلال دیوان بین‌المللی کیفری حمایت کردند. به گفته کنت رات، وکیل دادگستری ایالات متحده، که به مدت ۲۹ سال رهبری دیده‌بان حقوق بشر را بر عهده داشت، «این اتهامات مربوط به حق اسرائیل برای دفاع از خود نیست، حقی که هیچ‌کس آن را زیر سؤال نمی‌برد. این اتهامات در مورد این است که اسرائیل چه طور انتخاب می‌کند از خود دفاع کند، و هیچ دلیلی فارغ از این که چقدر هم که عادلانه باشد، نمی‌تواند بهانه ای برای ارتکاب جنایات جنگی باشد.» گروه حقوق بشر اسرائیلی B'Tselem گفت: «دوران معافیت تصمیم گیرندگان اسرائیلی از مجازات به پایان رسیده است.»
در میان متحدان غربی اسرائیل، رهبران اروپایی به جز آلمان و مجارستان، پایبندی خود را به این حکم بازداشت اعلام کرده‌اند و به این ترتیب امکان بازداشت نتانیاهو و دیگر متهمان این پرونده در صورت سفر به این کشورها وجود دارد. در این میان بسیاری از سیاستمداران اروپایی و غیراروپایی از جمله نخست‌وزیر بریتانیا، وزارت خارجه چین، مسئول سیاست خارجی اتحادیه اروپا و سیاستمدارانی از کشورهای هلند، کانادا، سوئیس، ایتالیا، ایرلند و اسپانیا به پایبندی به این حکم و امکان بازداشت نتانیاهو در صورت سفر به این کشورها، تصریح کردند.